# 提濟恩特萊塔
36°32′45″N 4°03′26″E / 36.5457°N 4.0571°E

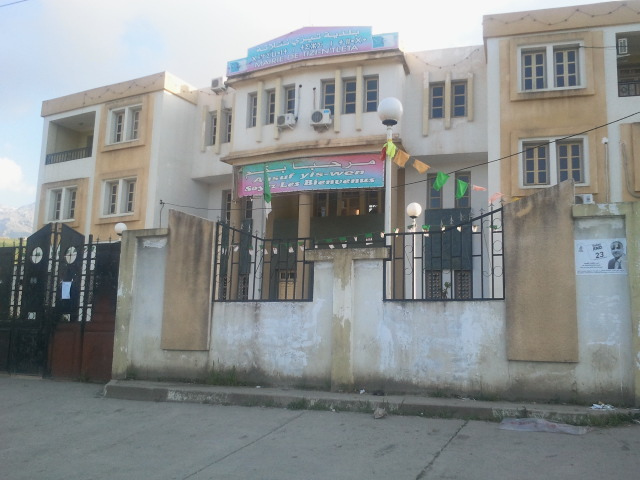

提濟恩特萊塔（阿拉伯语：‎），是阿爾及利亞的城鎮，位於該國北部提濟烏祖省，由瓦齊耶區負責管轄，面積27平方公里，2008年人口15,479，人口密度每平方公里575人。